# Чужорідне тіло в сечівнику
Лікарями були задокументувані численні випадки введення чужорідних тіл у сечівник, як правило, у результаті аутоеротичних дій. Ця практика може призвести до інфекцій і серйозних внутрішніх кровотеч.
Присутні повідомлення про введення в сечівник різноманітих твердих предметів, включно з батарейками, шпильками, соломинками та телефонними дротами. Рідкі, а також розріджені предмети також уводилися в сечівник, наприклад, ін’єкція кокаїну (що мало шкідливі результати).
Оповідання Чака Поланіка «Кишки» з роману «Примари» містить історію про те як юнак уводив свічковий віск у свій сечівник.